# معيار آي إي سي 60034
معيار آي إي سي 60034 (بالإنجليزية: IEC 60034)‏ هو معيار دولي من اللجنة الكهروتقنية الدولية للآلات  الكهربائية الدوارة.

## الجزء 30
يحدد المعيار IEC 60034-30 فعالية الطاقة للمحركات ذات الطور الواحد أو ذات الأطوار الثلاثة أو المعتمدة على الخاصية الحثية (cage-induction)  والتي قد تتكون من قطبين أو أربعة أو ستة. يتم التقسيم إلى 3 فئات:IE1 (حالة عادية) و IE2 (عال) و IE3 (حالة خاصة). حددت الفعالية لكل من الحالات من حيث مخرج الطاقة والذي يتباين من 0.75 إلى 375 كيلو واط. منذ ال 16 من يونيو 2011، يُعد المعيار من فئة IE2  إلزامي لكل المحركات فيالسوق الأوروبية المشتركة. أما فئة IE3 فهي إلزامية منذ الأول من يناير 2015 لنطاق القدرة (7.5 إلى 375 كيلو واط) ومنذ الأول من يناير 2017 لنطاق القدرة (0.75 إلى 375 كيلو واط).